# Giro delle Fiandre 1946
Il Giro delle Fiandre 1946, trentesima edizione della corsa, fu disputato il 14 aprile 1946, per un percorso totale di 246 km. Fu vinto dal belga Rik van Steenbergen, al traguardo con il tempo di 6h51'00", alla media di 35,910 km/h, davanti a Louis Thiétard e Briek Schotte.
I ciclisti che partirono da Gand furono 210; coloro che tagliarono il traguardo a Wetteren furono 37.

## Ordine d'arrivo (Top 10)
| Pos. | Corridore           | Squadra            | Tempo    |
| ---- | ------------------- | ------------------ | -------- |
| 1    | Rik van Steenbergen | Mercier-Hutchinson | 6h51'00" |
| 2    | Louis Thiétard      | Metropole-Dunlop   | a 1'06"  |
| 3    | Briek Schotte       | Alcyon-Dunlop      | s.t.     |
| 4    | Albert Sercu        | Dilecta-Wolber     | a 5'36"  |
| 5    | Sylvain Grysolle    | Rochet-Dunlop      | s.t.     |
| 6    | Michel Remue        | Alcyon-Dunlop      | s.t.     |
| 7    | Camille Beeckman    | Thompson           | s.t.     |
| 8    | Georges Claes       | Rochet-Dunlop      | s.t.     |
| 9    | Marcel Kint         | Mercier-Hutchinson | s.t.     |
| 10   | Maurice Clautier    | Thompson           | s.t.     |